# Richard Johnson (actor)
Richard Johnson (Upminster, Essex, Inglaterra, 30 de julio de 1927 - Chelsea, Londres, 5 de junio de 2015) fue un actor inglés, escritor y productor, quien protagonizó varias películas británicas de la década de 1960, además de haber tenido una distinguida carrera en el teatro. Más recientemente ha aparecido en El niño con el pijama de rayas.

## Vida y carrera
Richard Johnson fue hijo de Francisca Luisa Oliva (de soltera Tweed) y Keith Holcombe Johnson. En su primer matrimonio, con Sheila Sweet, tuvo dos hijos, el diseñador de juegos de mesa Jervis Johnson (nacido en 1959) y la actriz Sorel Johnson (también conocida como fotógrafa, Sukey Parnell[2]). La más famosa esposa de Johnson (la segunda que tuvo) fue la actriz Kim Novak, con quien apareció en la película de 1965 The Amorous Adventures of Moll Flanders, no tuvieron hijos. También tiene otra hija, Jennifer Johnson, con su tercera esposa, Mary Louise Norlund y un cuarto hijo, Nicholas Johnson, con Françoise Pascal. Johnson estuvo casado con Lynne Gurney, la pareja estuvo junta desde 1989; se casaron en la playa de Goa, India, en 2004, después de lo cual hubo una discreta boda legal en Kings Road, Chelsea. Richard es el fundador de Es un mundo verde Verde. Su blog y el sitio web de enseñanza es el Shakespeare Masterclass.
Johnson fue a la Felsted School, después de lo cual estudió en la RADA e hizo sus primeras apariciones profesionales en el escenario con la compañía de John Gielgud. Durante la Segunda Guerra Mundial sirvió en la Royal Navy e hizo su debut en el cine en 1959 como coestrella en la película MGM Cuando hierve la sangre, protagonizada por Frank Sinatra y Gina Lollobrigida.
Posteriormente fue contratado por MGM para aparecer en una película por año durante 6 años. Sus mayores éxitos como actor de cine llegaron con La casa encantada (1963), como Bulldog Drummond en 1967, junto a Charlton Heston y Laurence Olivier en Kartum (1966) y de 1969 Ruta peligrosa. Johnson fue el escogido por el director Terence Young para el papel de James Bond, pero desencantó a los productores, ya que no estaba a favor de un largo contrato.[5] También apareció en varias películas italianas, como el clásico de culto de Lucio Fulci Zombi 2 y L'isola degli uomini pesce, de Sergio Martino. Simultaneó esa actividad con el teatro, apareciendo en el papel protagonista de la producción de Tony Richardson Pericles, príncipe de Tiro (1958). En la década de 1960, actuó en un episodio de antología de la serie de TV The Alfred Hitchcock Hour, interpretando a un estafador que despluma a Fay Bainter y recibe su merecido gracias a Geraldine Fitzgerald.
La carrera teatral de Johnson ha sido extensa y distinguida. Sus primeros trabajos en el teatro de Londres atrajeron la atención del director del teatro conmemorativo de Shakespeare. Apareció en varias producciones importantes en ese teatro a finales de 1950 y comienzos de 1960, obteniendo notables éxitos en sus interpretaciones de Romeo, Orlando, Pericles y Marco Antonio en Julio César. En 1958 apareció en la primera producción teatral de Sir Peter Hall, Cymbeline, y al año siguiente en Noche de reyes (como Sir Andrew Aguecheek). El ayuntamiento se hizo cargo de la dirección de la empresa en 1959 y esta pasó a llamarse Royal Shakespeare Company (RSC) e invitó a Johnson para formar parte del primer grupo de actores que se nombraría Artistas Asociados de la RSC, cargo que mantuvo. Johnson ha seguido actuando con la RSC de vez en cuando. Su papel más notable ha sido en Antony and Cleopatra, que ha realizado en dos ocasiones, 1971-72 y 1991-92. Además interpretó el papel en la producción televisiva de ITV en 1974. También apareció como el Rey en Cymbeline para BBC TV.
Otras apariciones suyas en televisión han incluido Rembrandt en el juego ganador de un premio Tony de la BBC del mismo nombre y el papel de liderazgo en las actitudes anglosajonas, por el que fue galardonado con el premio al Mejor Actor (1993) por los críticos de televisión de la Asociación de Televisión.
Johnson ha seguido apareciendo en el cine y la televisión en la primera década del siglo XXI. Sus películas han incluido Lara Croft: Tomb Raider y El niño con el pijama de rayas, aparte de lo cual también ha intervenido en varias películas de televisión: en 2005 apareció como Stanley Baldwin en Wallis & Edward; en 2007 como conde Mountbatten en Whatever Love Means; y en 2009 de Lewis. También ha hecho acto de presencia en series de televisión británicas como Spooks, Waking the Dead, dos veces en Midsomer Murders, y dos veces en Doc Martin (como el coronel Gilbert Spencer). Desde 2007 ha dirigido el elenco de premios hits de series de comedias de radio de la BBC Bleak expectativas que alcanzó su cuarta serie en el año 2010.
Johnson escribió la historia original para la película de 1975 de suspenso, Hennessy, protagonizada por Rod Steiger, él y Lee Remick. En 2010 preparó una serie de guiones para una serie de televisión titulada Karma.
A lo largo de su carrera Johnson ha seguido enseñando habilidades de Shakespeare a los actores jóvenes y estudiantes. Ha realizado giras por universidades de Estados Unidos y enseñó cursos de verano de la Academia Real de Arte Dramático (RADA) en Londres. Fue nombrado miembro del Consejo de la RADA en 2000, y también se ha desempeñado como miembro del Consejo de la Academia Británica de Cine y Televisión (BAFTA) en la década de 1970.
Johnson fundó la compañía de producción británica British United Artists (UBA) en 1981, y se desempeñó como CEO de la compañía hasta 1990, cuando renunció para retomar su carrera como actor. Durante su permanencia en la UBA produjo las películas Turtle Diary (protagonizada por Glenda Jackson y Ben Kingsley, con un guion encargado a Harold Pinter) y The Lonely Passion of Judith Hearne (protagonizada por Maggie Smith, dirigida por Jack Clayton), en el teatro de Londres produjo Old Times de Harold Pinter, un avivamiento de la danza del sargento Musgrave en el Old Vic, y para el teatro y la televisión, el docudrama Biko, sobre la muerte del héroe de la resistencia al apartheid en Sudáfrica.
Richard escribe artículos de viaje regularmente para el periódico de gran tirada londinense The Mail on Sunday.
Falleció en el hospital donde estaba internado por una larga enfermedad.

## Filmografía seleccionada
- Cuando hierve la sangre (1959)
- The Haunting (1963)
- Siempre estoy sola (1964)
- Operation Crossbow (1965)
- Kartum (1965)
- Deadlier Than the Male (1967)
- Danger Route (1967)
- A Twist of Sand (1968)
- Columna (1968)
- Gott mit uns (1969), de Giuliano Montaldo
- Some Girls Do (1969)
- Il medaglione insanguinato (1975)
- Aces High (1976)
- Las cuatro plumas (1978)
- Zombi 2 (1979)
- Anglo Saxon Attitudes (TV) (1992)
- The Camomile Lawn (TV) (1992)